# 西界洞
西界洞（：／ Seogye dong */?）是位於韓國首爾龙山区的一个法定洞，隶属于青坡洞。本洞東面與首爾站、東北面與中區萬里洞、南面與青坡洞1街、西面與麻浦區孔德洞相连。

## 历史
- 1396年 - 為漢城府西部的一部分，名稱為盤石坊。
- 1751年 - 該區域改名為石橋契。
- 1894年 - 該區域改名為石橋洞，為西署的一部分，并劃歸至龍山坊管轄。
- 1914年 - 該區域改名為西界町。
- 1943年 - 劃歸至龙山区。
- 1946年10月 - 改為現在名稱，並劃入至青坡1洞管轄。